# Trachelocercida
Ordre
Les Trachelocercida sont un ordre de Ciliés de la classe des Karyorelictea.

## Liste des familles
Selon GBIF (21 avril 2023) :
- Prototrachelocercidae Foissner, 1996[2]
- Sultanophryidae Foissner et al., 1999[3]
- Trachelocercidae Kent, 1881

## Systématique
Le nom valide de ce taxon est Trachelocercida Kent, 1881.